# 分药花属
分药花属（学名：Perovskia）是唇形科下的一个属，为半灌木植物。该属共有约7种，分布于伊朗、巴基斯坦、阿富汗、印度及俄罗斯。